# لبنی بنت هاجر
لبنی بنت هاجر(به عربی: لُبنى بنت هاجَر) همسر عبدالمطلب و مادر ابولهب بود.
پدرش حجر بن عبدمناف بن دطر بن حبشیه بن سلول بن کعب بن عمرو از قبیله خزاعه بود. مادرش هند بنت عمرو بن کعب بن سعد بن تیم بن مره از طایفه تیم قریش بود، از این رو لبنی دختر عمه ابوبکر بود. مادر هند، سعده بنت زهره بن کلیب بود که هند را دختر عموی اول آمنه بنت وهب و لبنی را دختر عموی دوم محمد پیامبر اسلام کرد.
لبنی با ازدواج با عبدالمطلب صاحب یک پسر به نام عبدالعزی شد که به دلیل زیبایی و جذابیتش به ابولهب (پدر آتش) معروف بود.